# 约瑟夫·比克尔

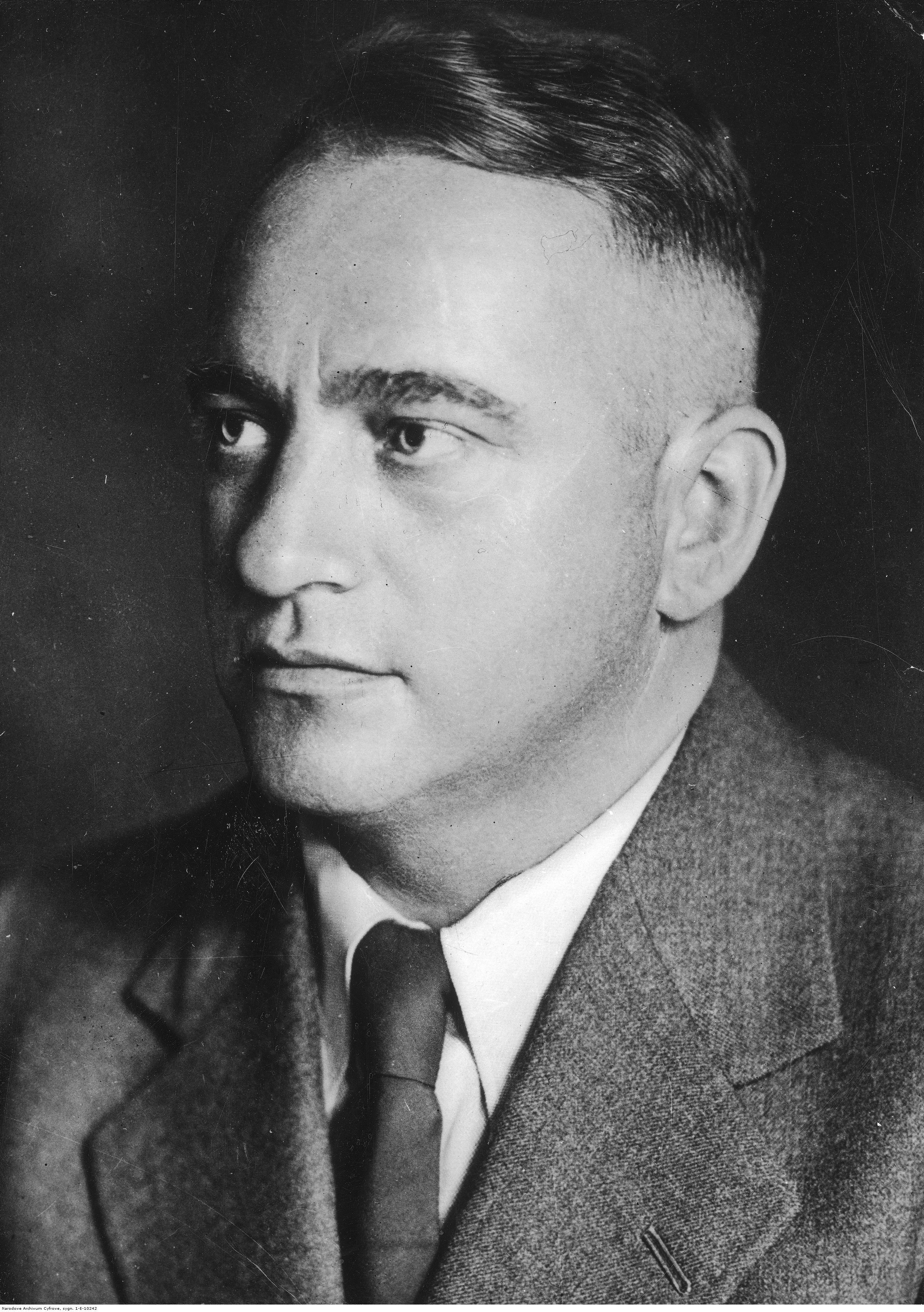
约瑟夫·比克尔

约瑟夫·比克尔（德語：Joseph Bürckel；1895年3月30日—1944年9月28日）是一位纳粹德国政客、帝国议会议员。他是纳粹党早期成员之一，在纳粹主义运动兴起的过程中发挥了较大影响力。他是德国吞并萨尔盆地地区和奥地利的行动背后的中心人物。他在威斯特马克大区以及維恩帝國大區都曾担任过大區領導和帝國總督。1944年9月28日上午11:04，比克尔病逝。1944年10月3日，希特勒追授比克尔德意志勋章。